# Trophée d'Europe II masculin de hockey sur gazon des clubs 2023
Navigation
Genève 2022 Zagreb 2024
Le Trophée d'Europe II masculin de hockey sur gazon des clubs 2023 est la 3e édition du tournoi tertiaire européen de clubs masculins hockey sur gazon organisé par la Fédération européenne de hockey. Il se tient à Banbridge, Irlande, du 26 au 29 mai 2023.
Cardiff & Met HC étaient les champions en titre, après avoir remporté leur premier titre dans l'édition précédente. Ils sont absents de l'édition de cette année en raison de son implication en Trophée d'Europe I des clubs 2023.
Les irlandais du Banbridge HC engrangent leur 1er titre en battant les tchèques de TJ Plzeň Litice 7-1 en finale.

## Équipes
- TJ Plzeň Litice
- Banbridge HC
- SG Amsicora ASD
- Gaziantep Polisgücü SK
- København Hockeyklub
- Swansea HC
- HAHK Mladost

## Critères
En cas d'égalité de points de plusieurs équipes à l'issue des matchs de poule, les critères suivants sont appliqués dans l'ordre indiqué pour établir leur classement:
1. Points de chaque équipe,
2. Matchs gagnés,
3. Différence de buts,
4. Buts pour,
5. Plus grand nombre de points obtenus dans les matchs de poule disputés entre les équipes concernées,
6. Buts marqués en plein jeu.

## Phase préliminaire
Légende :
- Tour pour les médailles
- Tour de classement

### Poule A
| Rang | Équipe                   | Pts | J | G | N | P | Bp | Bc | Diff |
| ---- | ------------------------ | --- | - | - | - | - | -- | -- | ---- |
| 1    | TJ Plzeň Litice          | 10  | 2 | 2 | 0 | 0 | 10 | 1  | +9   |
| 2    | København HK P           | 5   | 2 | 1 | 0 | 1 | 4  | 11 | -7   |
| 3    | Gaziantep Polisgücü SK P | 2   | 2 | 0 | 0 | 2 | 4  | 6  | -2   |

| 26 mai 2023 | TJ Plzeň Litice        | 8 - 0 | København HK           |
| 27 mai 2023 | Gaziantep Polisgücü SK | 1 - 2 | TJ Plzeň Litice        |
| 28 mai 2023 | København HK           | 4 - 3 | Gaziantep Polisgücü SK |

### Poule B
| Rang | Équipe            | Pts | J | G | N | P | Bp | Bc | Diff |
| ---- | ----------------- | --- | - | - | - | - | -- | -- | ---- |
| 1    | Banbridge HC H P  | 15  | 3 | 3 | 0 | 0 | 28 | 2  | +26  |
| 2    | HAHK Mladost P    | 10  | 3 | 2 | 0 | 1 | 7  | 14 | -7   |
| 3    | SG Amsicora ASD P | 3   | 3 | 0 | 1 | 2 | 1  | 8  | -7   |
| 4    | Swansea HC P      | 2   | 3 | 0 | 1 | 2 | 1  | 13 | -12  |

| 26 mai 2023 | SG Amsicora ASD | 0 - 1  | HAHK Mladost    |
| 26 mai 2023 | Banbridge HC    | 8 - 0  | Swansea HC      |
| 27 mai 2023 | Swansea HC      | 1 - 5  | HAHK Mladost    |
| 27 mai 2023 | SG Amsicora ASD | 1 - 7  | Banbridge HC    |
| 28 mai 2023 | Swansea HC      | 0 - 0  | SG Amsicora ASD |
| 28 mai 2023 | Banbridge HC    | 13 - 1 | HAHK Mladost    |

## Tour de classement

### Match pour la5eplace
| Match 10          | SG Amsicora ASD                 | 3 - 2   | Gaziantep Polisgücü SK       |                                       |                                       |
| 29 mai 2023 09h45 | Giuliani 5e · G. Carta 39e, 41e | (1 - 0) | 37e Bahrami · 38e A. Özkiliç | Arbitrage : Rob Argent Alexander Toth | Arbitrage : Rob Argent Alexander Toth |
| 29 mai 2023 09h45 | Rapport                         |         |                              | Arbitrage : Rob Argent Alexander Toth | Arbitrage : Rob Argent Alexander Toth |

## Tour pour les médailles

### Match pour la3eplace
| Match 11          | København HK    | 1 - 3   | HAHK Mladost                |                                   |                                   |
| 29 mai 2023 12h00 | Van Oevelen 37e | (0 - 1) | 22e Pejić · 50e, 58e Jazbec | Arbitrage : Dan Stewart Ali Sahin | Arbitrage : Dan Stewart Ali Sahin |
| 29 mai 2023 12h00 | Rapport         |         |                             | Arbitrage : Dan Stewart Ali Sahin | Arbitrage : Dan Stewart Ali Sahin |

### Finale
| Match 12          | Banbridge HC                                           | 4 - 1   | TJ Plzeň Litice |                                             |                                             |
| 29 mai 2023 14h15 | McShane 10e · Tinney 28e · J. McKee 33e · M. McKee 55e | (2 - 0) | 53e Šesták      | Arbitrage : Pieter Hembrecht Michaël Pontus | Arbitrage : Pieter Hembrecht Michaël Pontus |
| 29 mai 2023 14h15 | Rapport                                                |         |                 | Arbitrage : Pieter Hembrecht Michaël Pontus | Arbitrage : Pieter Hembrecht Michaël Pontus |

## Classement final
| Rang                       | Groupe | Équipe                   | J | V | N | P | BP | BC | +/- | Pts |
| -------------------------- | ------ | ------------------------ | - | - | - | - | -- | -- | --- | --- |
| Médaille d'or, Europe      | B      | Banbridge HC H P         | 4 | 4 | 0 | 0 | 32 | 3  | +29 | 12  |
| Médaille d'argent, Europe  | A      | TJ Plzeň Litice          | 3 | 2 | 0 | 1 | 11 | 5  | +6  | 6   |
| Médaille de bronze, Europe | B      | HAHK Mladost P           | 4 | 3 | 1 | 0 | 10 | 15 | -5  | 9   |
| 4                          | A      | København HK P           | 3 | 1 | 0 | 2 | 5  | 14 | -9  | 3   |
| 5                          | B      | SG Amsicora ASD P        | 4 | 1 | 1 | 2 | 4  | 10 | -6  | 4   |
| 6                          | A      | Gaziantep Polisgücü SK P | 3 | 0 | 0 | 3 | 6  | 9  | -3  | 0   |
| 7                          | B      | Swansea HC P             | 3 | 0 | 1 | 2 | 1  | 13 | -12 | 1   |

|  | Club promu en Trophée I 2024     |
|  | Club relégué en Challenge I 2024 |